# يامور
يامور (24 ديسمبر 1990-)، ممثلة سعودية. كانت بدايتها الفنية عام 2014 وذلك بمشاركتها في مسلسل عندما يزهر الخريف.

## حياتها ومشوارها المهني
ولدت لأب سعودي وأم كويتية  »«يامور» اسمها الحقيقي ويُكتب yağmur » باللغة التركية، ويعني المطر ويقال بأنها تنحدر من أصول تركية وتجيد الكتابة والتحدث باللغة التركية بطلاقة، عاشت طفولتها في الكويت حاصلة على بكالوريوس في الحقوق من جامعة الملك سعود. وهي شقيقة الممثلة نور حسين، دخلت مجال الفن من خلال المنتج والممثل حسن عسيري الذي اكتشفها فنياً وقدمها للساحة الفنية عبر مشروع طريق المواهب الذي يتبناه. لمع اسمها عندما شاركت بمسلسل عندما يزهر الخريف بجزئيه حيث جسدت دور «نجلاء»، وهو أول سوب على القناة السعودية الأولى، والذي يمتد على مدار تسعين حلقة. ولتنتقل بعدها مباشرة إلى كندا لتصوير مشاهدها في مسلسل كلام الناس، لتقدم شخصية كوميدية وبعيدة كل البعد عن الشخصية التي جسدتها في مسلسل «عندما يزهر الخريف». حيث جسدت يامور في كلام الناس الجزء الثالث دور الفتاة الكندية جوليا التي ولدت في الكويت أثناء عمل والدها هناك مع الجيش الكندي.تزوجت عام 2016 من الممثل القطري محمد أنور الذي شاركته في مسرحية طار الوزير شاركت بعدها في بطولة مسلسل بين ليلة وضحاها إلى جانب الممثل عبد المحسن النمر

## من أ عمالها
| سنة الإنتاج | اسم المسلسل                             | الشخصية   |
| ----------- | --------------------------------------- | --------- |
| 2021        | خيل الخشب                               | حياة      |
| 2020        | العمر مرة                               | شيخة      |
| 2019        | هلي وناسي                               | نوال      |
| 2018        | قلوب بيضاء                              | درة       |
| 2017        | ظل الحلم                                | حياة      |
| 2017        | أصعب قرار                               | ليلى      |
| 2017        | آخر المطاف                              | شاهة      |
| 2016        | بين ليلة وضحاها                         | ليلى      |
| 2016        | مستر كاش                                |           |
| 2016        | سيلفي 2 الجزء الثالث عام 2017           | عدة حلقات |
| 2014        | عندما يزهر الخريف الجزء الثاني عام 2015 | نجلاء     |
| 2013        | كلام الناس 3 الجزء الثالث عام 2014      | جوليا     |